# Giampietrino
Giampietrino, egentligen Giovanni Pietro Ricci, född omkring 1495, död omkring 1550, var en milanesisk konstnär.
Giampietrino blev 1508 lärjunge till Leonardo da Vinci, vars stil han nära kopierade. Bland tillskrivs ett Ledamotiv i prinsen av Wieds samlingar i Neuwied. En av Giampietrino signerad altartavla i San Martino, Pavia, är daterad 1521. I övrigt är han okänd.